# William Donald Patrick
William Donald Patrick (ur. 24 grudnia 1890 w Dalry, zm. 17 lutego 1967 w Edynburgu) – kapitan Royal Flying Corps, as myśliwski No. 1 Squadron RAF. 
William Rooper urodził się w Dalry w hrabstwie Ayrshire w Szkocji. Studiował na Uniwersytecie w Glasgow. Do RFC został przeniesiony w lipcu 1916 roku, 18 września 1917 roku został przydzielony do No. 1 Squadron RAF. 
Pierwsze zwycięstwo powietrzne odniósł 24 października 1917 roku. Było to zwycięstwo nad samolotem typu C, które zostało także zaliczone czołowemu asowi jednostki Philipowi Fullardowi. W grudniu 1917 został mianowany dowódcą eskadry. Ostatnie zwycięstwo odniósł 15 marca 1918 roku. W okolicach Stadenberg zestrzelili niemiecki samolot Albatros D.V. 10 kwietnia jego samolot został zestrzelony w okolicach Messines, a Patric dostał się do niewoli.
Po wojnie powrócił na uniwersytet. W okresie międzywojennym oraz po II wojnie światowej pełnił różne funkcje na uniwersytecie, W 1950 roku został wybrany na Fellow of the Royal Society of Edinburgh. Zmarł 17 lutego 1967 roku.